# Phyllolabis gohli
Phyllolabis gohli är en tvåvingeart som beskrevs av Mendl 1976. Phyllolabis gohli ingår i släktet Phyllolabis och familjen småharkrankar. Inga underarter finns listade i Catalogue of Life.